# Adam Johnson
Adam Johnson (Sunderland, 14 de julio de 1987) es un exfutbolista inglés que jugaba de centrocampista.

## Trayectoria
Es un joven extremo salido de las categorías inferiores del Middlesbrough FC. El 1 de febrero de 2010 se dio a conocer su traspaso por una cifra de 7 millones de libras al Manchester City.
En la temporada 2011-12 ganó la Premier League contribuyendo con cinco goles.
El 24 de agosto de 2012 firmó un contrato de cuatro temporadas con el Sunderland A. F. C.
El jugador de pierna zurda pasó tres años con buenos rendimientos en ese club hasta su salida en 2016.
En un escueto comunicado difundido por el Sunderland en su página web, esta entidad indica que "ante la declaración de culpabilidad de Adam Johnson, el club ha decidido rescindir su contrato con efecto inmediato. Y el club no hará ningún otro comentario".
El centrocampista admitió el 10 de febrero, ante el tribunal de Bradford, una acusación de actividad sexual con una adolescente de 15 años y otra de acoso, en hechos acaecidos entre diciembre de 2014 y febrero de 2015.

## Selección nacional
Fue internacional con la selección de fútbol de Inglaterra en 12 ocasiones en las que anotó 2 goles. El entrenador de la selección inglesa, Fabio Capello, lo llamó para que jugara los partidos de clasificación para la Eurocopa 2012.

## Arresto
El 2 de marzo de 2015 fue arrestado al ser descubierto manteniendo relaciones sexuales en los servicios de un campo de fútbol con una menor de 15 años. Al día siguiente, el 3 de marzo, salió de la prisión bajo fianza, aunque fue suspendido por el Sunderland AFC mientras seguía la investigación. El 10 de febrero de 2016 se declaró culpable de los cargos de actividad sexual con menores y de grooming. El 24 de marzo de 2016 fue sentenciado a 6 años de cárcel.
El 22 de marzo de 2019 abandonó la cárcel tras haber cumplido la mitad de su condena.

## Estadísticas

### Clubes
Actualizado al último partido disputado el 6 de febrero de 2016.
| Club | Div.          | Temporada     | Liga  | Liga  | FA Cup | FA Cup | Copa de la Liga | Copa de la Liga | Torneos internacionales(1) | Torneos internacionales(1) | Otros(2) | Otros(2) | Total | Total |
| Club | Div.          | Temporada     | Part. | Goles | Part.  | Goles  | Part.           | Goles           | Part.                      | Goles                      | Part.    | Goles    | Part. | Goles |
| --- | ------------- | ------------- | ----- | ----- | ------ | ------ | --------------- | --------------- | -------------------------- | -------------------------- | -------- | -------- | ----- | ----- |
| Middlesbrough F. C. Inglaterra | 1.ª           | 2004-05       | 0     | 0     | 0      | 0      | 0               | 0               | 1                          | 0                          | —        | —        | 1     | 0     |
| Middlesbrough F. C. Inglaterra | 1.ª           | 2005-06       | 13    | 1     | 1      | 0      | 1               | 0               | 3                          | 0                          | —        | —        | 18    | 1     |
| Middlesbrough F. C. Inglaterra | 1.ª           | 2006-07       | 12    | 0     | 3      | 0      | 1               | 0               | —                          | —                          | —        | —        | 16    | 0     |
| Middlesbrough F. C. Inglaterra | 1.ª           | 2007-08       | 19    | 1     | 4      | 0      | 1               | 0               | —                          | —                          | —        | —        | 24    | 1     |
| Middlesbrough F. C. Inglaterra | 1.ª           | 2008-09       | 26    | 0     | 5      | 0      | 2               | 2               | —                          | —                          | —        | —        | 33    | 2     |
| Middlesbrough F. C. Inglaterra | 2.ª           | 2009-10       | 26    | 11    | 1      | 0      | 1               | 1               | —                          | —                          | —        | —        | 28    | 12    |
| Middlesbrough F. C. Inglaterra | Total club    | Total club    | 96    | 13    | 14     | 0      | 6               | 3               | 4                          | 0                          | —        | —        | 120   | 16    |
| Leeds United F. C. Inglaterra | 2.ª           | 2006-07       | 5     | 0     | —      | —      | —               | —               | —                          | —                          | —        | —        | 5     | 0     |
| Watford F. C. Inglaterra | 2.ª           | 2007-08       | 12    | 5     | —      | —      | —               | —               | —                          | —                          | —        | —        | 12    | 5     |
| Manchester City F. C. Inglaterra | 1.ª           | 2009-10       | 16    | 1     | —      | —      | —               | —               | —                          | —                          | —        | —        | 16    | 1     |
| Manchester City F. C. Inglaterra | 1.ª           | 2010-11       | 31    | 4     | 4      | 1      | 1               | 0               | 7                          | 2                          | —        | —        | 43    | 7     |
| Manchester City F. C. Inglaterra | 1.ª           | 2011-12       | 26    | 6     | 1      | 0      | 4               | 1               | 6                          | 0                          | 1        | 0        | 38    | 7     |
| Manchester City F. C. Inglaterra | 1.ª           | 2012-13       | 0     | 0     | —      | —      | —               | —               | —                          | —                          | 0        | 0        | 0     | 0     |
| Manchester City F. C. Inglaterra | Total club    | Total club    | 73    | 11    | 5      | 1      | 5               | 1               | 13                         | 2                          | 1        | 0        | 97    | 15    |
| Sunderland A. F. C. Inglaterra | 1.ª           | 2012-13       | 35    | 5     | 2      | 0      | 3               | 0               | —                          | —                          | —        | —        | 40    | 5     |
| Sunderland A. F. C. Inglaterra | 1.ª           | 2013-14       | 36    | 8     | 2      | 1      | 7               | 1               | —                          | —                          | —        | —        | 45    | 10    |
| Sunderland A. F. C. Inglaterra | 1.ª           | 2014-15       | 32    | 4     | 2      | 0      | 2               | 1               | —                          | —                          | —        | —        | 36    | 5     |
| Sunderland A. F. C. Inglaterra | 1.ª           | 2015-16       | 19    | 2     | 0      | 0      | 1               | 0               | —                          | —                          | —        | —        | 20    | 2     |
| Sunderland A. F. C. Inglaterra | Total club    | Total club    | 122   | 19    | 6      | 1      | 13              | 2               | —                          | —                          | —        | —        | 141   | 22    |
| Total carrera | Total carrera | Total carrera | 308   | 48    | 25     | 2      | 24              | 6               | 17                         | 2                          | 1        | 0        | 375   | 58    |
| (1) Incluye datos de la Copa de la UEFA (2005-06) y Liga Europa (2010-12) y Liga de Campeones (2011). (2) Incluye datos de la Community Shield (2011). |               |               |       |       |        |        |                 |                 |                            |                            |          |          |       |       |

## Palmarés

### Campeonatos nacionales
| Título           | Club                  | País       | Año  |
| ---------------- | --------------------- | ---------- | ---- |
| FA Cup           | Manchester City F. C. | Inglaterra | 2011 |
| Premier League   | Manchester City F. C. | Inglaterra | 2012 |
| Community Shield | Manchester City F. C. | Inglaterra | 2012 |

### Distinciones individuales
| Distinción                         | Año           |
| ---------------------------------- | ------------- |
| Premier League Player of the Month | enero de 2014 |